# Vinosady
Vinosady (in ungherese Csukárd-Terlény, in tedesco Zuckersdorf-Tierling) è un comune della Slovacchia facente parte del distretto di Pezinok, nella regione di Bratislava.
Vinosady è frutto dell'unione stabilita nel 1964 delle due località di Kočišdorf, ribattezzata Veľké Tŕnie nel 1948, e Trlinok, ribattezzata Malé Tŕnie nel 1948.